# Miljöporträtt
Ett miljöporträtt är inom målarkonsten konstnärens intresse för den miljö där den avporträtterade och dess bakgrund bildar en syntes. Man vill alltså avbilda personen i dess riktiga miljö. Jämför realism.